# Skibob-Weltmeisterschaften 2023
Die 42. Skibob-Weltmeisterschaften fanden von 22. bis 26. März 2023 in Grächen im Schweizer Kanton Wallis statt. Ausgetragen wurden die Disziplinen Super-G, Riesenslalom und Slalom. Medaillen wurden außerdem in der Kombinationswertung vergeben. Für die Organisation zeichnete der Skibob-Club (SBC) Grächen um den früheren Weltmeister Björn Walter verantwortlich. Die Gemeinde im Mattertal war nach 1987, 2006 und 2017 zum vierten Mal Austragungsort von Skibob-Weltmeisterschaften.

## Teilnehmer
Teilnehmerländer und Anzahl der Starter in Klammern:
| Europa (8 Länder)                                                | Europa (8 Länder)                                                  | Europa (8 Länder) |
| ---------------------------------------------------------------- | ------------------------------------------------------------------ | ----------------- |
| - Deutschland (12) - Kroatien (1) - Frankreich (3) - Italien (2) | - Luxemburg (7) - Österreich (46) - Schweiz (15) - Tschechien (17) |                   |

## Medaillenspiegel
Berücksichtigt sind nur die Rennen in der allgemeinen Klasse.
| Platz | Land        |   |   |   |    |
| ----- | ----------- | - | - | - | -- |
| 1     | Tschechien  | 5 | 2 | 1 | 8  |
| 2     | Österreich  | 3 | 5 | 6 | 14 |
| 3     | Schweiz     | – | 1 | – | 1  |
| 4     | Deutschland | – | – | 1 | 1  |

## Herren

### Super-G
| Platz | Land | Sportler           | Zeit (min) |
| ----- | ---- | ------------------ | ---------- |
| 01    | AUT  | Joachim Knauß      | 0:46,62    |
| 02    | SUI  | Franz Tschümperlin | 0:46,69    |
| 03    | CZE  | Pavel Čiháček      | 0:46,98    |
| 04    | AUT  | Leonhard Wegmayr   | 0:47,53    |
| 05    | AUT  | Roland Wlezcek     | 0:47,85    |
| 06    | AUT  | Markus Achleitner  | 0:48,36    |
| 07    | AUT  | Harald Auer        | 0:48,40    |
| 08    | CZE  | Michal Pasler      | 0:48,68    |
| 09    | CZE  | Pavel Hlaváč       | 0:48,81    |
| 10    | CZE  | Dominik Harnach    | 0:48,99    |

Datum: 25. März, 9:30 Uhr

Strecke: Grosse Furggen

Starthöhe: 2424 m, Zielhöhe: 2122 m

Höhenunterschied: 302 m, Länge: 1050 m

Kurssetzer: Klaus Mayrhofer (AUT), 22 Tore
33 Sportler am Start, davon 32 klassiert

Titelverteidiger:  Joachim Knauß

### Riesenslalom
| Platz | Land | Sportler               | Zeit (min) |
| ----- | ---- | ---------------------- | ---------- |
| 01    | CZE  | Pavel Čiháček          | 1:19,26    |
| 02    | AUT  | Joachim Knauß          | 1:20,09    |
| 03    | AUT  | Markus Achleitner      | 1:21,49    |
| 04    | AUT  | Leonhard Wegmayr       | 1:21,75    |
| 05    | SUI  | Franz Tschümperlin     | 1:23,29    |
| 06    | SUI  | Christian Tschümperlin | 1:23,49    |
| 07    | AUT  | Roland Wlezcek         | 1:23,67    |
| 08    | AUT  | Lukas Kalinitsch       | 1:23,83    |
| 09    | CZE  | Pavel Hlaváč           | 1:24,06    |
| 10    | AUT  | Martin Gastl           | 1:24,89    |

Datum: 23. März, 8:30 Uhr bzw. 11:45 Uhr

Strecke: Grosse Furggen

Starthöhe: 2424 m, Zielhöhe: 2122 m

Höhenunterschied: 302 m, Länge: 1050 m

Kurssetzer 1. Durchgang: Fritz Coloini (AUT), 24 Tore

Kurssetzer 2. Durchgang: Willy Hediger (SUI), 24 Tore
33 Sportler am Start, davon 29 klassiert

Ausgeschieden u. a.: Gerfried Seeber (CRO)
Titelverteidiger:  Joachim Knauß

### Slalom
| Platz | Land | Sportler          | Zeit (min) |
| ----- | ---- | ----------------- | ---------- |
| 01    | AUT  | Joachim Knauß     | 1:25,47    |
| 02    | CZE  | Pavel Čiháček     | 1:25,60    |
| 03    | AUT  | Markus Achleitner | 1:26,19    |
| 04    | AUT  | Leonhard Wegmayr  | 1:27,11    |
| 05    | CZE  | Dominik Harnach   | 1:28,97    |
| 06    | AUT  | Martin Gastl      | 1:28,98    |
| 07    | AUT  | Roland Wlezcek    | 1:29,39    |
| 08    | AUT  | Lukas Kalinitsch  | 1:29,51    |
| 09    | CZE  | Aleš Housa        | 1:31,39    |
| 10    | AUT  | Harald Auer       | 1:32,62    |

Datum: 24. März, 8:30 bzw. 12:00 Uhr

Strecke: Grosse Furggen

Starthöhe: 2272 m, Zielhöhe: 2122 m

Höhenunterschied: 150 m, Länge: 625 m

Kurssetzer 1. Durchgang: Fritz Coloini (AUT), 35 Tore

Kurssetzer 2. Durchgang: Reto Gubelmann (SUI), 36 Tore
33 Sportler am Start, davon 27 klassiert

Ausgeschieden: Gerfried Seeber (CRO), disqualifiziert u. a.: Pavel Hlaváč (CZE)
Titelverteidiger:  Pavel Čiháček

### Kombination
| Platz | Land | Sportler           | Zeit (min) |
| ----- | ---- | ------------------ | ---------- |
| 01    | CZE  | Pavel Čiháček      | 3:31,84    |
| 02    | AUT  | Joachim Knauß      | 3:32,18    |
| 03    | AUT  | Markus Achleitner  | 3:36,04    |
| 04    | AUT  | Leonhard Wegmayr   | 3:36,39    |
| 05    | AUT  | Roland Wlezcek     | 3:40,91    |
| 06    | AUT  | Lukas Kalinitsch   | 3:43,00    |
| 07    | AUT  | Martin Gastl       | 3:43,40    |
| 08    | CZE  | Aleš Housa         | 3:46,65    |
| 09    | AUT  | Harald Auer        | 3:51,22    |
| 10    | SUI  | Franz Tschümperlin | 3:58,65    |

Das Ergebnis der Kombination setzt sich aus den addierten Zeiten von Super-G, Riesenslalom und Slalom zusammen.

25 Sportler klassiert
Titelverteidiger:  Pavel Čiháček

## Damen

### Super-G
| Platz | Land | Sportler              | Zeit (min) |
| ----- | ---- | --------------------- | ---------- |
| 01    | AUT  | Lisa Zaff             | 0:49,41    |
| 02    | CZE  | Stanislava Preclíková | 0:49,59    |
| 03    | AUT  | Pia Zoister           | 0:52,17    |
| 04    | LUX  | Kerstin Zoister       | 0:52,75    |
| 05    | AUT  | Iris Lienhard         | 0:52,76    |
| 06    | AUT  | Maria Kalinitsch      | 0:52,94    |
| 07    | GER  | Silvia Steininger     | 0:53,83    |
| 08    | SUI  | Samira Walter         | 0:54,55    |
| 09    | ITA  | Dominique Zöhrer      | 0:55,69    |
| 10    | AUT  | Nina Knapp            | 0:57,26    |

Datum: 25. März, 9:30 Uhr

Strecke: Grosse Furggen

Starthöhe: 2424 m, Zielhöhe: 2122 m

Höhenunterschied: 302 m, Länge: 1050 m

Kurssetzer: Klaus Mayrhofer (AUT), 22 Tore
11 Sportlerinnen am Start, davon 10 klassiert
Titelverteidigerin:  Aneta Havlíčková

### Riesenslalom
| Platz | Land | Sportler              | Zeit (min) |
| ----- | ---- | --------------------- | ---------- |
| 01    | CZE  | Stanislava Preclíková | 1:26,68    |
| 02    | AUT  | Iris Lienhard         | 1:30,94    |
| 03    | AUT  | Pia Zoister           | 1:31,95    |
| 04    | LUX  | Kerstin Zoister       | 1:32,79    |
| 05    | SUI  | Samira Walter         | 1:34,44    |
| 06    | ITA  | Dominique Zöhrer      | 1:38,93    |
| 07    | AUT  | Nina Knapp            | 1:40,03    |
| 08    | AUT  | Maria Kalinitsch      | 1:53,85    |
| 09    | GER  | Silvia Steininger     | 1:57,69    |

Datum: 23. März, 8:30 Uhr bzw. 11:45 Uhr

Strecke: Grosse Furggen

Starthöhe: 2424 m, Zielhöhe: 2122 m

Höhenunterschied: 302 m, Länge: 1050 m

Kurssetzer 1. Durchgang: Fritz Coloini (AUT), 24 Tore

Kurssetzer 2. Durchgang: Willy Hediger (SUI), 24 Tore
11 Sportlerinnen am Start, davon 9 klassiert

Ausgeschieden: Lisa Zaff (AUT)
Titelverteidigerin:  Aneta Havlíčková

### Slalom
| Platz | Land | Sportler              | Zeit (min) |
| ----- | ---- | --------------------- | ---------- |
| 01    | CZE  | Stanislava Preclíková | 1:32,30    |
| 02    | AUT  | Iris Lienhard         | 1:37,49    |
| 03    | GER  | Silvia Steininger     | 1:38,71    |
| 04    | AUT  | Pia Zoister           | 1:39,14    |
| 05    | LUX  | Kerstin Zoister       | 1:39,20    |
| 06    | AUT  | Nina Knapp            | 1:43,55    |
| 07    | ITA  | Dominique Zöhrer      | 1:45,14    |
| 08    | AUT  | Maria Kalinitsch      | 1:45,84    |
| 09    | SUI  | Samira Walter         | 1:46,89    |

Datum: 24. März, 8:30 bzw. 12:00 Uhr

Strecke: Grosse Furggen

Starthöhe: 2272 m, Zielhöhe: 2122 m

Höhenunterschied: 150 m, Länge: 625 m

Kurssetzer 1. Durchgang: Fritz Coloini (AUT), 35 Tore

Kurssetzer 2. Durchgang: Reto Gubelmann (SUI), 36 Tore
11 Sportlerinnen am Start, davon 9 klassiert

Titelverteidigerin:  Stanislava Preclíková

### Kombination
| Platz | Land | Sportler              | Zeit (min) |
| ----- | ---- | --------------------- | ---------- |
| 01    | CZE  | Stanislava Preclíková | 3:48,57    |
| 02    | AUT  | Iris Lienhard         | 4:01,19    |
| 03    | AUT  | Pia Zoister           | 4:03,26    |
| 04    | LUX  | Kerstin Zoister       | 4:04,74    |
| 05    | SUI  | Samira Walter         | 4:15,88    |
| 06    | ITA  | Dominique Zöhrer      | 4:19,76    |
| 07    | AUT  | Nina Knapp            | 4:20,84    |
| 08    | GER  | Silvia Steininger     | 4:30,23    |
| 09    | AUT  | Maria Kalinitsch      | 4:32,63    |

Das Ergebnis der Kombination setzt sich aus den addierten Zeiten von Super-G, Riesenslalom und Slalom zusammen.

9 Sportlerinnen klassiert
Titelverteidigerin:  Stanislava Preclíková

## Altersklassen
Neben den Herren- und Damenrennen in der allgemeinen Klasse wurden in allen Disziplinen auch die Weltmeister in den Altersklassen Kinder 12 (weiblich und männlich), Schüler 15 (weiblich und männlich), Jugend 19 (weiblich und männlich), Masters 30, Masters 40 (beide nur männlich), Masters 50 (weiblich und männlich) und Masters 60 (nur männlich) ermittelt.